# Google I/O

Logotypen för Google I/O.

Google I/O är en konferens med fokus på webbutveckling som sedan 2008 hålls årligen av Google för att diskutera webbapplikationer som förknippas med Google och öppna webbteknologier. Produkter såsom Android, App Engine, Chrome, Google Web Toolkit, OpenSocial och Google Wave har tagits upp på konferensen. Google Wave annonserades för första gången ut till utvecklare på just Google I/O.

## Google I/O 2008, 28-29 maj
- De stora teman var OpenSocial, App Engine, Android, Google Maps API och Google Web Toolkit.
- Bland talarna fanns David Glazer, Alex Martelli, Steve Souders, Dion Almaer, Mark Lucovsky, Guido van Rossum, Jeff Dean, Chris DiBona, Josh Bloch.[1]

## Google I/O 2009, 27–28 maj
De stora teman var Android, App Engine, Chrome, Google Web Toolkit, OpenSocial, Googles AJAX API och Google Wave.

## Google I/O 2010, 19–20 maj
- De stora teman var Android, App Engine, Chrome, Enterprise, Geo, Google API, Google TV, Google Web Toolkit, sociala webben och Google Wave.
- Bland talarna fanns Aaron Koblin, Adam Graff, Adam Nash, Adam Powell, Adam Schuck, Alan Green, Albert Cheng, Albert Wenger, Alex Russell, Alfred Fuller, Amit Agarwal, Amit Kulkarni, Amit Manjhi, Amit Weinstein, Anders Sandholm, Angus Logan Anne Veling, Arne Roomann-Kurrik, Bart Locanthi, Ben Appleton, Ben Cheng, Ben Collins-Sussman.[3]

Hårdvara presentreklam till deltagarna:
- Vid händelse: HTC Evo 4G
- Före händelsen: USA deltagarna: Motorola Droid
- Före händelsen: icke-USA deltagare: HTC Nexus One

## Google I/O 2011, 10–11 maj
Huvudtemat för den första dagen var Android, den andra – Chrome och Google Chrome OS.
Huvudsaklig Android meddelanden:
- Google Musik – En trådlös musik streaming-tjänst något besläktad med Amazon Cloud Player och Spotify
- Honeycomb uppdatering 3,1 – För att honeycomb enheter direkt överföra innehåll från USB-enheter
- Ice Cream Sandwich – Sammanfoga Honeycomb och pepparkakor till en enhetlig OS

Huvud Chrome och Chrome OS meddelanden:
- Chromebooks från Samsung och Acer börjar sälja till 15 juni
- I-app inköp i Chrome Web Store apps med platt 5 % avgift
- Web version av Angry Birds

Hårdvara presentreklam till deltagarna:
- Samsung Galaxy Tab 10,1 [5]
- Samsung Series 5 Chromebook [6]

## Google I/O 2012, 27–29 juni

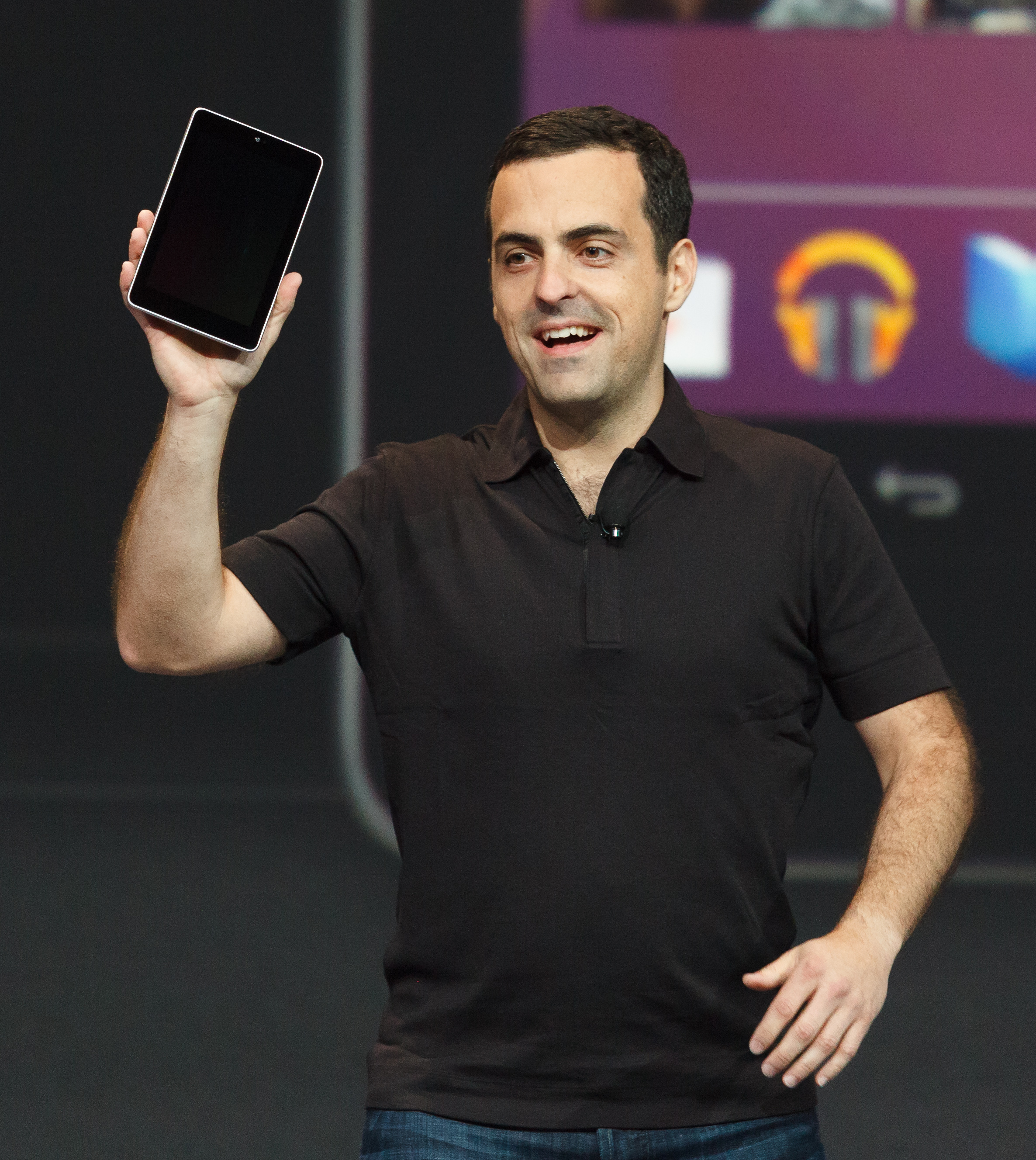
Hugo Barra med en Nexus 7

Introducerade nya versionen av Android 4.1 Jelly Bean och första ‘Nexus’ pekplatan Nexus 7 samt Nexus Q.
Den hölls på Moscone Center West i San Francisco och har förlängts till tre dagar, i stället för den vanliga två.
Google gav bort följande hårdvara till deltagarna:
- Samsung Galaxy Nexus
- Asus Nexus 7
- Nexus Q
- Samsung Chromebox